# Jan Ketelaar (scheikundige)
Jan Arnold Albert Ketelaar (21 april 1908 - 23 november 2001) was hoogleraar algemene en anorganische chemie en elektrochemie aan de Universiteit van Amsterdam.
Zijn voornaamste onderzoeksgebieden waren Röntgenverstrooiing aan kristallen, spectroscopische methoden om niet-covalente interacties tussen moleculen te bestuderen, en elektrochemische reacties in gesmolten zouten.
Ketelaar was in 1946 medeoprichter van de International Union of Crystallography. Verder schreef hij het invloedrijke leerboek De chemische binding: inleiding in de theoretische chemie (Elsevier, 1947), dat later in het Engels werd vertaald als The Chemical Bond.